# Тухчар (Новострой)
Тухчар (лак. Тӏюхчар) — село в Новолакском районе (на территории Новостроя) Дагестана.

## География
Село Тухчар расположено недалеко от побережья Каспийского моря, к северу в 5.0 км от города Махачкала.
Ближайшие населённые пункты: на севере — село Гамиях, на юге — село Новолакское.

## История
Основано для переселенцев из населённого пункта Тухчар Новолакского района, существует проект создания здесь Новолакского района.
В сентябре 1991 года на III съезде народных депутатов республики Дагестан было принято постановление о восстановлении Ауховского района и о переселении лакцев из Новолакского района к побережью Каспийского моря.